# Pastaza
Pastaza – rzeka w Ameryce Południowej, w Peru i wschodnim Ekwadorze o długości 644 km. Rzeka powstaje z połączenia rzek: Patate i Chambo, a uchodzi do rzeki Marañón. 
Na rzece odbywa się żegluga na długości 270 km. Na rzece znajduje się wodospad Agoyán. Głównymi dopływami Pastazy są rzeki Huasaga, Chambo i Bobonaza. 